# Promień zwyczajny
Promień zwyczajny – w kryształach dwójłomnych, jeden z dwu promieni powstałych z rozdzielenia promienia światła padającego na taki kryształ. Charakteryzuje się izotropową (równą w różnych kierunkach) prędkością rozchodzenia się w krysztale. Spełnia on prawo Snelliusa przy przechodzeniu przez powierzchnię kryształu – leży w płaszczyźnie padania światła. Polaryzacja tego promienia jest prostopadła do płaszczyzny głównej (płaszczyzny przechodzącej przez dany promień światła i przecinającą go oś optyczną). Oznacza się go przez {\displaystyle o} (ang. ordinary – zwyczajny).
Promień ten wydaje się więc zachowywać jak zwyczajny promień światła. Nie dotyczy to jednak promienia nadzwyczajnego.